# Catrée
Dans la mythologie grecque, Catrée (en grec ancien Κατρεύς / Katreús), fils de Minos et de Pasiphaé, est un roi de Crète légendaire.

## Mythe
D'après Pausanias, Catrée est le fondateur de la cité crétoise du même nom.
Son histoire est principalement connue grâce à Apollodore : il a trois filles, Érope, Clymène et Apémosyne, ainsi qu'un fils, Althéménès. Apprenant par un oracle qu'un de ses enfants le tuerait, il ne révèle d'abord rien ; mais Althéménès finit par avoir vent de la prophétie et préfère s'exiler par prudence sur l'île de Rhodes avec sa sœur Apémosyne.
Par la suite, Catrée donne ses deux autres filles à Nauplios, « afin qu'il les vende en terre étrangère ». Devenu vieux, il veut retrouver son fils afin de lui laisser son royaume : il voyage donc jusqu'à Rhodes mais en débarquant, il est pris à partie par des bergers qui croient avoir affaire à des pirates. Sur ces entrefaites arrive Althéménès, qui ne reconnaît pas son père et le tue d'un coup de lance : lorsqu'il réalise son erreur, il demande aux dieux d'être englouti.
Son petit-fils Ménélas, notamment fils d'Érope, vient de Sparte assister à ses funérailles (Épitome).

## Sources
- Pseudo-Apollodore, Bibliothèque [détail des éditions] [lire en ligne] (III, 1, 2 ; III, 2, 1-2), Épitome [détail des éditions] [lire en ligne] (III, 2).
- Pausanias, Description de la Grèce [détail des éditions] [lire en ligne] (VIII, 53, 4).